# رایت (آرکانزاس)
رایت (به انگلیسی: Wright) یک منطقهٔ مسکونی در ایالات متحده آمریکا است که در شهرستان جفرسون، آرکانزاس واقع شده‌است. رایت ۶۷٫۰۶ متر بالاتر از سطح دریا واقع شده‌است.